# Vladislav Listjev
Vlad(islav) Nikolayevitsj Listjev (Russisch: Влад(исла́в) Никола́евич Листьев) (10 mei 1956 – 1 maart 1995) was een Russisch journalist en directeur van het televisiekanaal ORT TV (tegenwoordig Pervy kanal, dat eigendom is van de Russische staat).

## Carrière
Vlad Listjev was aantoonbaar een van de meest populaire journalisten en tv-presentatoren van Rusland. Ook was hij een van de sleutelfiguren ten tijde van de democratisering van de Russische televisiewereld. Listjev verscheen op het eerst op televisie als een van de presentatoren van de zeer progressieve en succesvolle tv-show Vzglyad (wat zo veel betekent als "de aanschouw" of "de kijk") die uitgezonden werd in de late jaren 80.
Hij was ook de eerste presentator van de Russische versie van Rad van Fortuin dat erg populair werd onder Russische televisiekijkers. Vanwege het succes van Vzglyad begon Listjev samen met een paar collega's een eigen televisiemaatschappij, genaamd VID (Vzglyad i Drugiye, wat zoveel betekent als De Kijk en de Anderen) dat programma's zou maken als Ugadai melodiu (Raad de melodie), Tema (Het Thema), en Chas Pik (Spitsuur).

## Dood
Listjev kwam op de avond van 1 maart 1995 net thuis van de live uitzending van zijn avondshow Chas Pik, toen hij in het trappenhuis van zijn flat neergeschoten werd door een onbekende.